# Amniculicolaceae
Amniculicolaceae es una familia de hongos en el orden Pleosporales. Sus taxones tienden a habitar en zonas de vegetación acuática y son sapróbicos, a menudo creciendo sumergidos o parcialmente sumergidos. Fue descripta por primera vez por Zhang en 2009.